# 朱致平
朱致平（1914年—2008年），原名朱嗣兴，男，河南新县人，中华人民共和国军事人物，中国人民解放军少将，曾任中华人民共和国纺织工业部副部长。